# Killing the Dragon
Killing the Dragon —en español: Matando al dragón — es el noveno álbum de estudio de la banda Dio. Fue lanzado el 21 de mayo de 2002 bajo el sello Spitfire Records.
"Killing the Dragon" introdujo al guitarrista Doug Aldrich a la banda, quien había tocado en agrupaciones como Lion, Bad Moon Rising y Hurricane. El guitarrista previo, Craig Goldy, participó en la composición de algunas de las canciones del disco. El retornó en 2004 para el disco Master of the Moon.
Ronnie James Dio produjo este álbum.

## Lista de canciones
1. "Killing the Dragon" (Dio, Jimmy Bain) – 4:25
2. "Along Comes a Spider" (Dio, Doug Aldrich, Bain) – 3:32
3. "Scream" (Dio, Alrdrich, Bain) – 5:02
4. "Better in the Dark" (Dio, Bain) – 3:43
5. "Rock 'n Roll" (Dio, Bain, Craig Goldy) – 6:11
6. "Push" (Dio, Bain, Goldy) – 4:08
7. "Guilty" (Dio, Bain) – 4:25
8. "Throw Away Children" (Dio, Goldy) – 5:35
9. "Before the Fall" (Dio, Bain) – 3:48
10. "Cold Feet" (Dio, Bain) – 4:11

## Personal
- Ronnie James Dio – voz
- Doug Aldrich – guitarra
- Jimmy Bain – bajo, teclados
- Simon Wright – batería
- Scott Warren – teclados en "Before the Fall"